# Statua equestre di Luigi XIV (Bernini)
La statua equestre di Luigi XIV è una scultura disegnata e in parte realizzata dall'artista italiano Gian Lorenzo Bernini, originariamente convocato in Francia per disegnare la nuova facciata del Louvre e che venne poi invece incaricato di realizzare per il sovrano francese un busto e una statua equestre, appunto. Il primo progetto per la statua Bernini lo abbozzò in Francia alla metà degli anni sessanta del Seicento, ma iniziò a lavorarvi solo nel decennio successivo quando fece ritorno a Roma. L'opera venne completata solo nel 1684 e poi spedita a Parigi nel 1685. Luigi XIV di Francia si dimostrò totalmente insoddisfatto del risultato finale, tanto che la fece porre in un angolo remoto dei giardini di Versailles. Poco dopo, la scultura venne modificata da François Girardon e alterata a farne una statua equestre dedicata all'antico eroe romano Marco Curzio.

## Storia

### Bernini in Francia
Per gran parte del XVII secolo, Bernini fu uno degli artisti più famosi della sua epoca, servendo prevalentemente durante il pontificato di papa Urbano VIII a Roma. Per questo motivo, Luigi XIV lo invitò in Francia per lavorare anche per lui. Bernini accettò questo invito, portandosi quindi a Parigi per tre opere che gli erano state proposte: una statua equestre e un busto del sovrano e una nuova facciata per il Louvre.
Il giorno dopo il suo arrivo a Parigi il 3 giugno 1665, Bernini concluse che il lavoro compiuto al Louvre dell'architetto francese Louis Le Vau era inadeguato e pertanto decise di presentare un proprio disegno per l'opera, unendo i canoni dei principali palazzi che aveva avuto l'occasione di osservare nel corso della sua carriera.
Il progetto del Bernini per l'ala est del Louvre ad ogni modo risentiva troppo dello stile italiano e venne subito rifiutato da Luigi XIV. Jean-Baptiste Colbert aggiunse che l'errore principale del Bernini fosse stato quello di aver posto la stanza del re in un avancorpo troppo vicino alla strada e al traffico. Dopo il rifiuto del primo progetto, Bernini inviò una seconda bozza che venne comunque rifiutata da Colbert; nessuno dei due progetti sembra essere giunto sino a noi. Ad ogni modo, non appena il Bernini fu tornato a Roma, Luigi XIV ordinò il blocco dell'opera.

### Costruzione e creazione

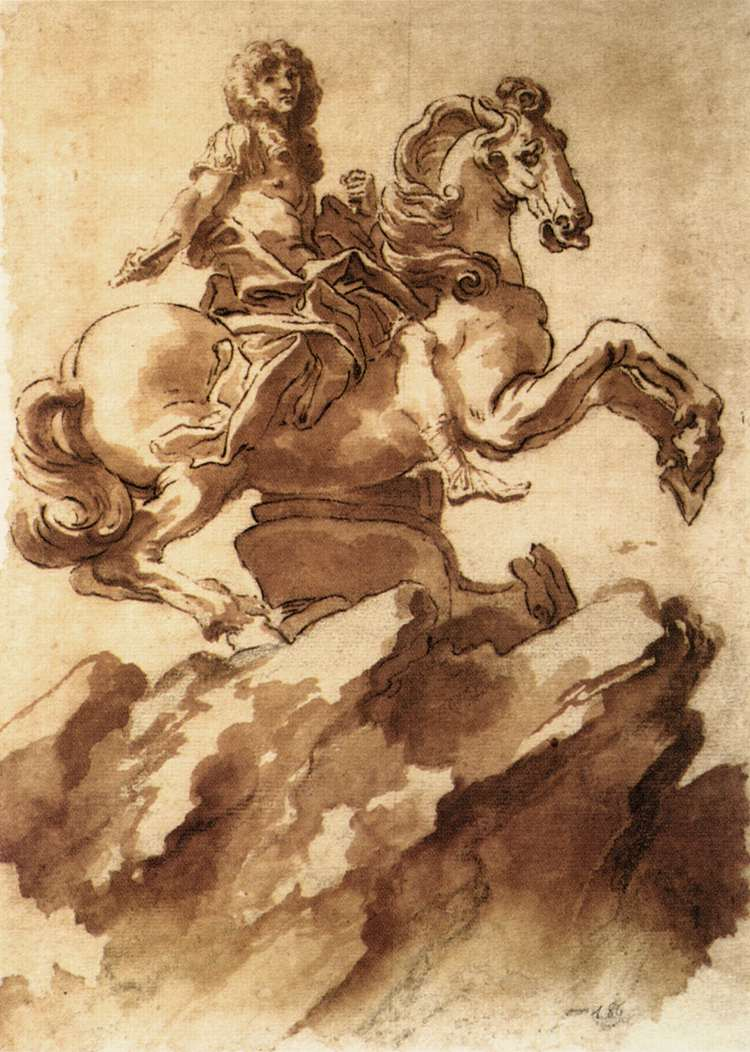
Studio di Gian Lorenzo Bernini per la statua equestre di Luigi XIV, Museo Biblioteca Archivio di Bassano del Grappa.

Il Bernini ad ogni modo proseguì con le altre commissioni affidategli dal governo francese, proponendo una scultura colossale che celebrasse il Re Sole all'apice della propria potenza, realizzando uno schizzo preparatorio e anche un modellino in terracotta (oggi conservato alla Galleria Borghese di Roma).
Per realizzare la statua equestre del sovrano, lo scultore italiano seguì la tradizione delle statue equestri già modellate da François Mansart, Charles Perrault e Pierre Cottard. Malgrado questi precedenti, il Bernini fu il primo in Francia a disegnare una statua equestre poggiante sulle zampe posteriori del cavallo anziché con una struttura che sostiene le zampe anteriori. L'unico precedente di rilievo era la statua equestre di Filippo IV di Spagna realizzata da Pietro Tacca e presente nel giardino del Palazzo del Buon Ritiro (1642) a Madrid. Ovviamente l'aver scelto questa stessa posa era un chiaro segnale della rivalità franco-spagnola dell'epoca.
In molte delle immagini che riguardano Luigi XIV, il tema ricorrente è quello del sole come metafora del suo regno, conforme alla tradizione dell'oriens augusti, termine che sembrava identificare appunto un sovrano con l'emblema del sole. Il sole era però nel contempo anche uno dei simboli di Urbano VIII, che fu uno dei principali patroni del Bernini e che, non a caso, commissionò gli affreschi a Palazzo Barberini a Roma usando la Divina Provvidenza come figura di donna con un sole raggiante sul petto.

### Trasporto e arrivo in Francia dell'opera
Nell'autunno del 1684, la statua venne inviata via mare da Civitavecchia e, nel marzo del 1685, essa giunse a Parigi. La scultura venne quindi portata a Versailles, giungendo a palazzo il 1º ottobre 1685. Dal 9 dello stesso mese, la statua venne posta nell'Orangerie del palazzo.

### Critica
Il 14 novembre 1685, Luigi XIV vide per la prima volta la statua nell'Orangerie, ed il marchese di Dangeau riportò nel suo diario che il re si risolse a far rimuovere la statua o a farla distruggere. La scultura, ad ogni modo, non venne distrutta ma semplicemente spostata nel giardino, sull'asse principale dell'Orangerie. Nel settembre del 1686, la statua del Bernini venne rimpiazzata da una scultura di Domenico Guidi e spostata nei pressi della Fontana di Nettuno, nel punto più a nord del giardino, su un alto piedistallo che, pur essendo in un'area particolarmente ombreggiata, la rendeva particolarmente visibile.
Nel 1702, dopo che il soggetto a cavallo venne trasformato da Luigi XIV a Marco Curzio, eroe romano, la statua venne trasferita al limitare del Lago delle Guardie Svizzere. La statua venne posta nei pressi della fontana come se l'eroe stesse per gettarvisi dentro. 

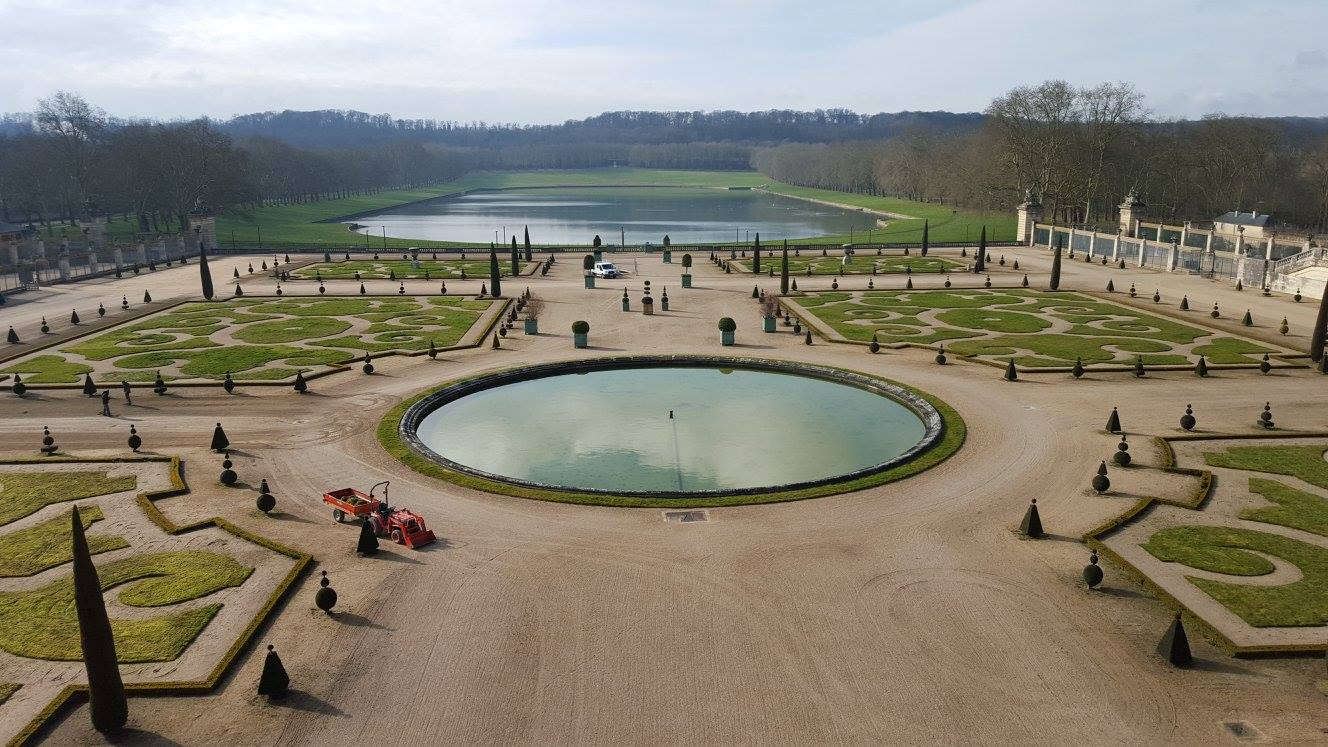
L'Orangerie a Versailles con il Lago delle Guardie Svizzere. La scultura del Bernini venne posta alla fine del lago.

Pur essendo stata formalmente rifiutata, l'opera fu un prototipo importantissimo per le opere che seguirono ritraendo il sovrano, come ad esempio la statua equestre realizzata in marmo da Antoine Coysevox presente nel Salone della Guerra di Versailles, che ovviamente nelle espressioni del viso ricorda l'opera del Bernini.

### Modifiche alla statua
Dopo gli insuccessi collezionati dal Bernini a Parigi, le attitudini di francesi verso la cultura italiana cambiarono, sviluppando progetti di natura più nazionalistica, rigettando ad esempio il barocco a favore del classicismo.
Nel 1687, François Girardon venne incaricato di cambiare le forme della scultura del Bernini per mutarne le forme e trasformare il sovrano nella figura di Marco Curzio, un antico eroe romano il cui sacrificio personale consentì di placare l'ira degli dei che avevano aperto un abisso nel centro del foro romano.
Girardon, all'epoca direttore dell'Accademia Reale di Pittura e Scultura e gestore delle commissioni reali nell'ambito delle sculture, intagliò la testa e il supporto per il cavallo, aggiungendovi un elmo piumato ricavato dalla folta chioma del sovrano e delle fiamme sotto il cavallo dove in precedenza si trovavano delle bandiere da guerra.
La statua venne risparmiata dalla Rivoluzione Francese, ma nel 1980 fu vittima di vandalismo. Restaurata, è stata poi riposizionata nell'Orangerie della Reggia di Versailles. Una copia in piombo della scultura è stata realizzata nell'ambito del progetto del Grand Louvre di François Mitterrand ed è stata posta oggi nel cortile principale del Museo del Louvre nel 1986.

## Descrizione

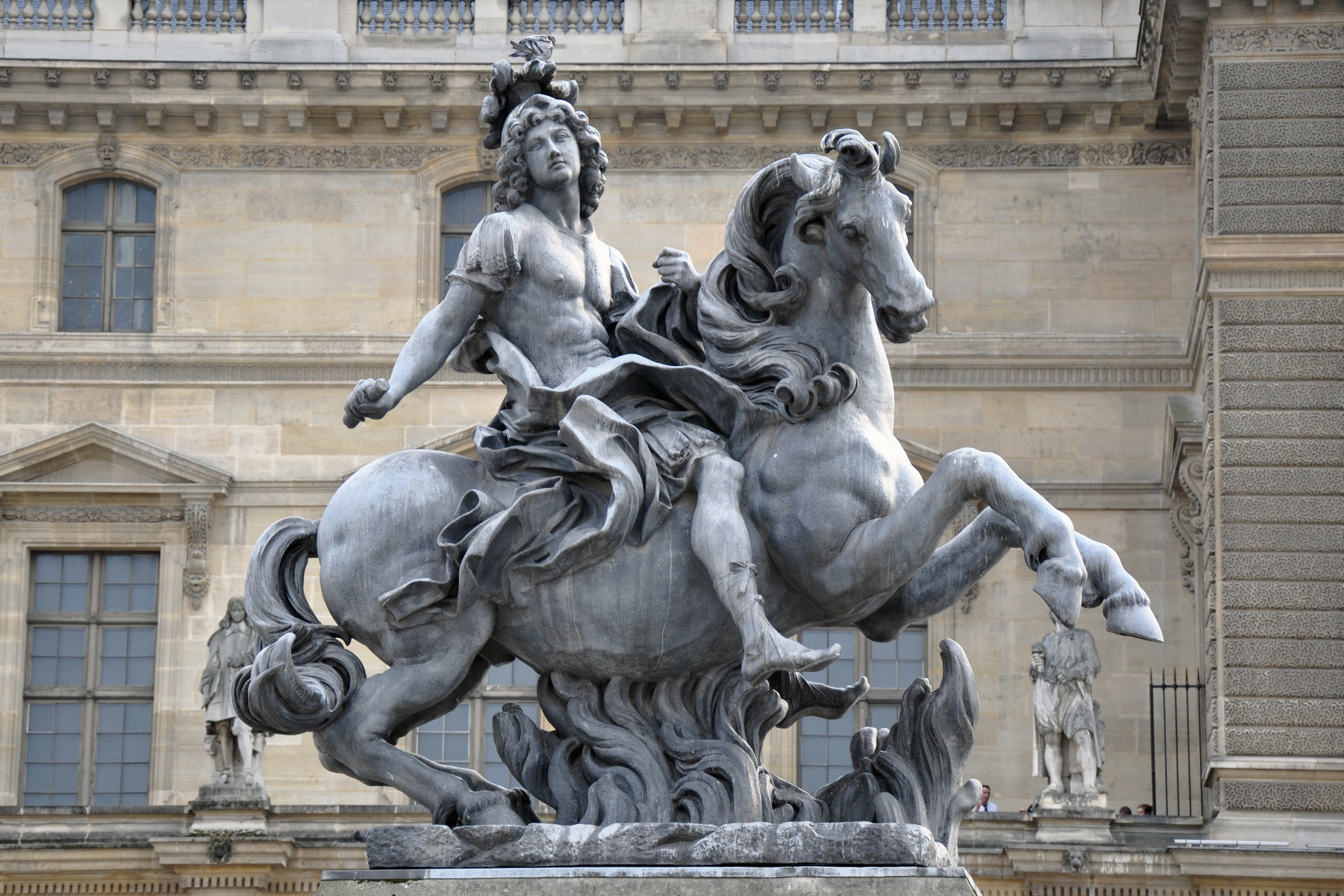
Copia in piombo della statua realizzata nel 1986, oggi nella Cour Napoléon del Museo del Louvre.

Il Bernini creò la scultura equestre per il sovrano francese su un modello chiaramente barocco, per la glorificazione del Re Sole, rappresentandolo a cavallo con l'inscrizione « per ardua ». L'idea era quella di rappresentare Luigi XIV come il novello Ercole: forte, possente e imperioso.
Durante la guerra contro l'Olanda (1672-1678), la scultura subì una trasformazione he mutò notevolmente il disegno del Bernini La statua può essere considerata ancora oggi in gran parte del Bernini e si riconosce la sua mano nel dettaglio dei muscoli del destriero, nella "divina frenesia" della scultura e nelle narici dilatate del destriero che monta il sovrano. Sia il cavaliere che la sua cavalcatura guardano nella stessa direzione con la testa girata a destra. L'uomo cavalca senza sella, né sono presenti elementi che possano ricondurre ad una sua presenza. Il senso di movimento nella scultura è reso anche tramite il mantello che si avviluppa attorno alla figura del sovrano con pieghe e volute.
L'intento celebrativo da parte del Bernini si vede anche nelle proporzioni tra le due figure: la figura del re è, in proporzione, molto più grande di quella del cavallo. Gian Lorenzo Bernini riuscì a catturare l'essenza della maestà anche attraverso dettagli ancora in gran parte visibili come i boccoli della parrucca del sovrano. Elementi come il bastone di comando e l'uniforme da generale romano, che facevano parte del gusto classicista dell'epoca, sono state mantenute anche nella statua "rinnovata" perché coeve al nuovo soggetto.

## La statua del Bernini come modello

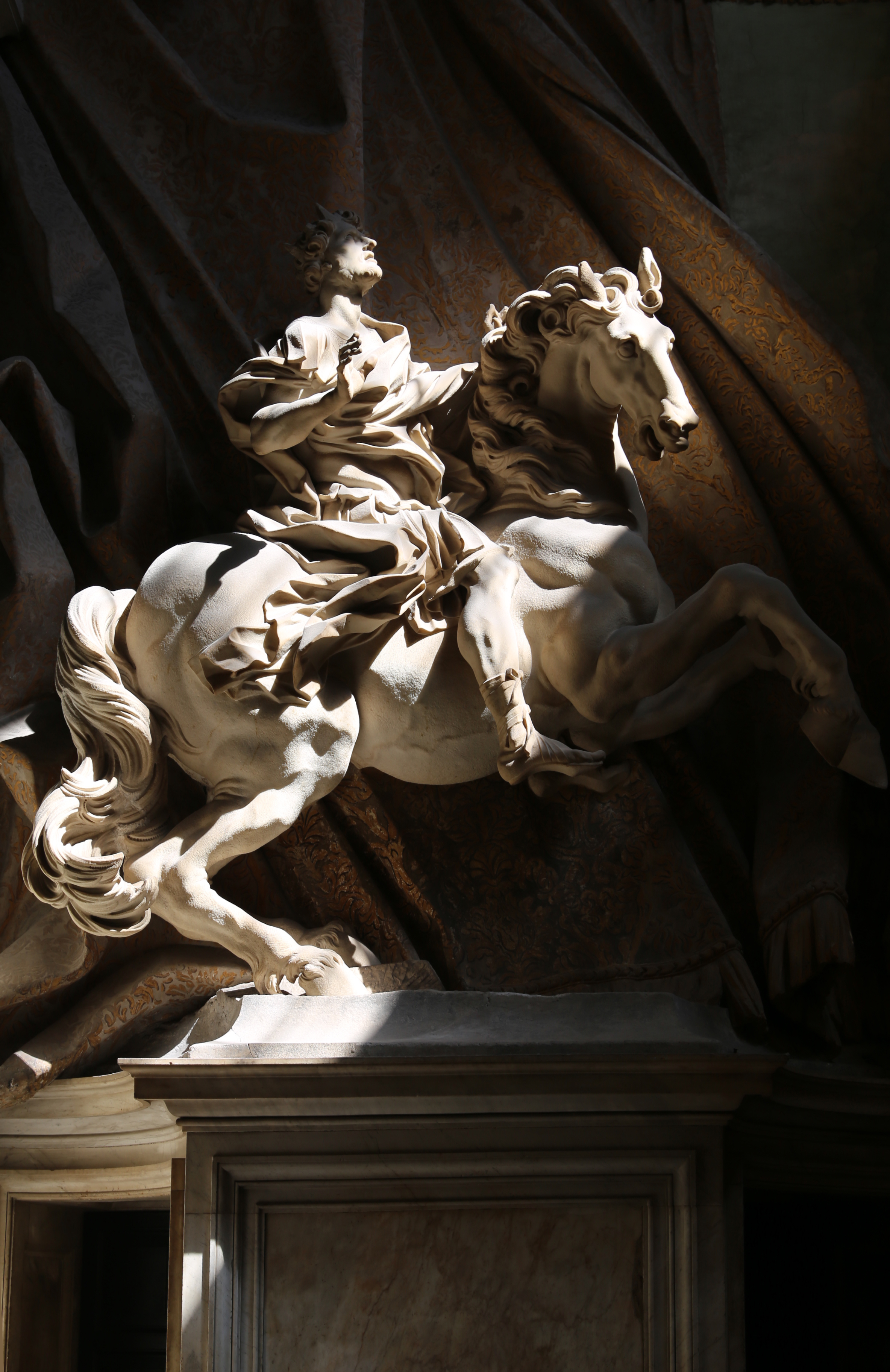
Gian Lorenzo Bernini, Visione di Costantino, 1670

Nella realizzazione della statua equestre per Luigi XIV, Bernini si servì anche di un modello già consolidato anni prima nella Visione dell'imperatore Costantino che, commissionatagli dal papa, lo scultore iniziò a realizzare nel 1654 e terminò nel 1669.
I cavalli di entrambe le sculture hanno la medesima posa, ma se la figura di Costantino pone il viso in alto nell'atto della visione della Santa Croce e di Dio posti al di sopra di lui, mentre il Re Sole ha un gesto più mondano ad evidenziare la sua natura non divina ma di maestà e di comando.
A differenza della statua di Roma, quella di Parigi è stata ricavata da un singolo blocco di pietra, "il più grande mai visto a Roma" secondo i primi biografi dello scultore.
Per la realizzazione dei dettagli del volto e della posa, Bernini tenne sicuramente presente il lavoro da lui svolto per il busto realizzato per Luigi XIV nel 1665, mentre non è chiara l'influenza che su di lui ebbe la ritrattistica avuta sulla sua scultura finale dal ritratto del Re Sole che fece Pierre Mignard al termine della guerra d'Olanda nel 1673, con la città di Maastricht sullo sfondo, le cui pose ricordano moltissimo la scultura realizzata al fine dal Bernini, sia nell'atteggiamento della cavalcatura che del sovrano, raffigurato ancora una volta come un comandante trionfante.